# 걸 온 더 트레인
《걸 온 더 트레인》(The Girl on the Train)은 2015년 발행된 폴라 호킨스의 소설이다.